# Devin Wright
Devin Noel Wright Rodríguez, más conocido como Devin Wright, (Lugo, 5 de octubre de 1986) es un jugador de baloncesto español que juega en la posición de ala-pívot en las filas del Oviedo Club Baloncesto de la Liga LEB Oro. 
Es hijo del jugador estadounidense Jimmy Wright, que jugó en el Magia de Huesca y Breogán Lugo, también conocido por su  participación en la película de Mario Camus La vieja música, en la que interpretó uno de los papeles principales.

## Carrera deportiva
El jugador proviene de la cantera del CB Granada de ACB, aunque también ha jugado en Mérida y Motril, promediando importantes registros y siendo un joven jugador con mucha proyección, sobre todo por su capacidad atlética y su capacidad de trabajo.
Devin también participó con el CB Granada en el circuito sub-20. A pesar de ser un pívot de dos metros raspados, tiene muchísimas virtudes, es un gran reboteador, tiene un gran salto, es un magnífico defensor y además es capaz de contagiar al resto de compañeros su gran capacidad de sacrificio, su capacidad atlética para defender, rebotear y correr y tiene un aceptable lanzamiento de media distancia
En 2010 el Fundación Adepal Alcázar ha llegado a un acuerdo de renovación con el pivot Devin Wright, quien jugará por segunda temporada consecutiva con el cuadro alcazareño, a las órdenes del que ha sido su entrenador durante estas dos últimas temporadas, Javier Juárez.
El pívot gallego, otro de los artífices del ascenso la pasada campaña, se ganó a base de trabajo, esfuerzo y sacrificio la confianza de un Juárez, que vuelve a confiar en él para la LEB Oro.
Wright posteriormente pasó por CAI Zaragoza, Granada, Andorra y Melilla.
En 2014, jugando en el Melilla Baloncesto promedió 11,5 puntos, 6,3 rebotes para 13,2 de valoración media en los 28 partidos de liga regular.
En 2015, firma con el Club Baloncesto Breogán, equipo de la ciudad que lo vio nacer cuando su padre Jimmy Wright jugaba en el equipo de la ciudad amurallada en los años 80.
En agosto de 2016 se incorpora al Club Ourense Baloncesto.
En 2018 fue Rey Baltasar junto con Diana Navarro en la Cabalgata de Reyes de Granada.
En la temporada 2019/20 firma con el  Oviedo Club Baloncesto de la Liga LEB Oro.
En sus últimos años se ha arrastrado en liga EBA caracterizado por defender con la mirada.